# Angeac-Charente
 Angeac-Charente  es una población y comuna francesa, en la región de Poitou-Charentes, departamento de Charente, en el distrito de Cognac y cantón de Châteauneuf-sur-Charente.

## Demografía
| 447 | 389 | 393 | 378 | 387 | 399 |
| Para los censos de 1962 a 1999 la población legal corresponde a la población sin duplicidades (Fuente: INSEE [Consultar]) |     |     |     |     |     |